# Francesco La Macchia
Francesco La Macchia (* 9. Oktober 1938 in Tonnarella; † 31. Juli 2017 ebenda) war ein italienischer Kanute.

## Erfolge
Francesco La Macchia nahm bei den Olympischen Spielen 1960 in Rom im Zweier-Canadier mit Aldo Dezi auf der 1000-Meter-Strecke teil. Im Vorlauf belegten sie nach 4:29,24 Minuten den zweiten Rang und qualifizierten sich so für das Finale. In diesem überquerten sie nach 4:20,77 Minuten erneut auf dem zweiten Platz hinter Leanid Hejschtar und Serhij Makarenko aus der Sowjetunion die Ziellinie und gewannen die Silbermedaille. Den dritten Platz belegten die Ungarn Imre Farkas und András Törő, die im Ziel nur zwölf Hundertstelsekunden Rückstand auf die beiden Italiener hatten.
Mit Aldo Dezi gewann La Macchia sowohl im selben Jahr als auch 1961 im Zweier-Canadier über 1000 und über 10.000 Meter die italienischen Meisterschaften. Mit anderen Partnern folgten zunächst 1964 und 1969 je zwei weitere Meisterschaftssiege, ehe La Macchia und Dezi 1970 nochmals gemeinsam italienischer Meister wurden.